# Орта, Фанни
Фанни Орта (фр. Fanny Horta, родилась 22 января 1986 года в Перпиньяне) — французская регбистка, защитница клуба «Перпиньян», капитан женской сборной Франции по регби-7.

## Биография
По образованию медик. Выступает за женский клуб «Перпиньян» (женская секция команды «Перпиньян») из одноимённого города. В сборной Франции по регби дебютировала на Кубке мира 2006 года, выступала также на Кубке мира 2010 года. В составе сборной по регби-7 играла на Кубке мира 2009 года в Дубае, Кубке мира 2013 года в Москве, в 2014 году на этапе Мировой серии в Китае стала капитаном сборной. Капитан сборной на Олимпиаде в Рио-де-Жанейро (6-е место)
С апреля 2018 года входит в организационный комитет летних Олимпийских и Паралимпийских игр 2024 года, которые пройдут в Париже.
В 2021 году стала серебряным призёром летних Олимпийских игр в Токио.

## Государственные награды
- Кавалер ордена «За заслуги» (8 сентября 2021 года)[6]